# Oświetlenie techniczne
Oświetlenie techniczne - rodzaj oświetlenia zaprojektowanego do specyficznych zadań, gdzie na pierwszy plan wysuwają się funkcjonalność, wydajność oraz trwałość. Charakteryzuje się intensywnym światłem o dużym zasięgu i równomiernym rozkładzie. Badania potwierdzają, że oświetlenie techniczne, szczególnie technologie LED, znacząco zwiększają efektywność energetyczną i redukują koszty operacyjne.
Oświetlenie techniczne stosowane głównie w przemyśle, magazynach, biurach, przestrzeniach komercyjnych, a także w budynkach użyteczności publicznej. Oświetlenie znajduje również zastosowanie w galeriach handlowych, szkołach i halach sportowych, gdzie kluczowe jest zapewnienie optymalnych warunków pracy oraz bezpieczeństwa. Oświetlenie tego typu spełnia również wymagania związane z energooszczędnością, co czyni je popularnym wyborem w nowoczesnych projektach budynków.
Najczęściej wykorzystywaną technologią jest LED, która zapewnia niskie zużycie energii, długą żywotność oraz minimalne koszty konserwacji. Lampy techniczne są zazwyczaj wykonane z materiałów odpornych na trudne warunki środowiskowe, jak aluminium. Mają wbudowane elementy chłodzące, które utrzymują optymalną temperaturę pracy.
Oświetlenie techniczne musi spełniać określone normy bezpieczeństwa i ochrony, takie jak PN-EN 62262, dotycząca klasy wytrzymałości mechanicznej i ochrony przed czynnikami zewnętrznymi (np. kurz, woda).
Oświetlenie techniczne to lampy typu high bay, panele led, oświetleniowe liniowe, plafoniery, oprawy natynkowe i hermetyczne, oprawy rastrowe, a także oprawy pyłoszczelne.